# 目黒区立鷹番小学校

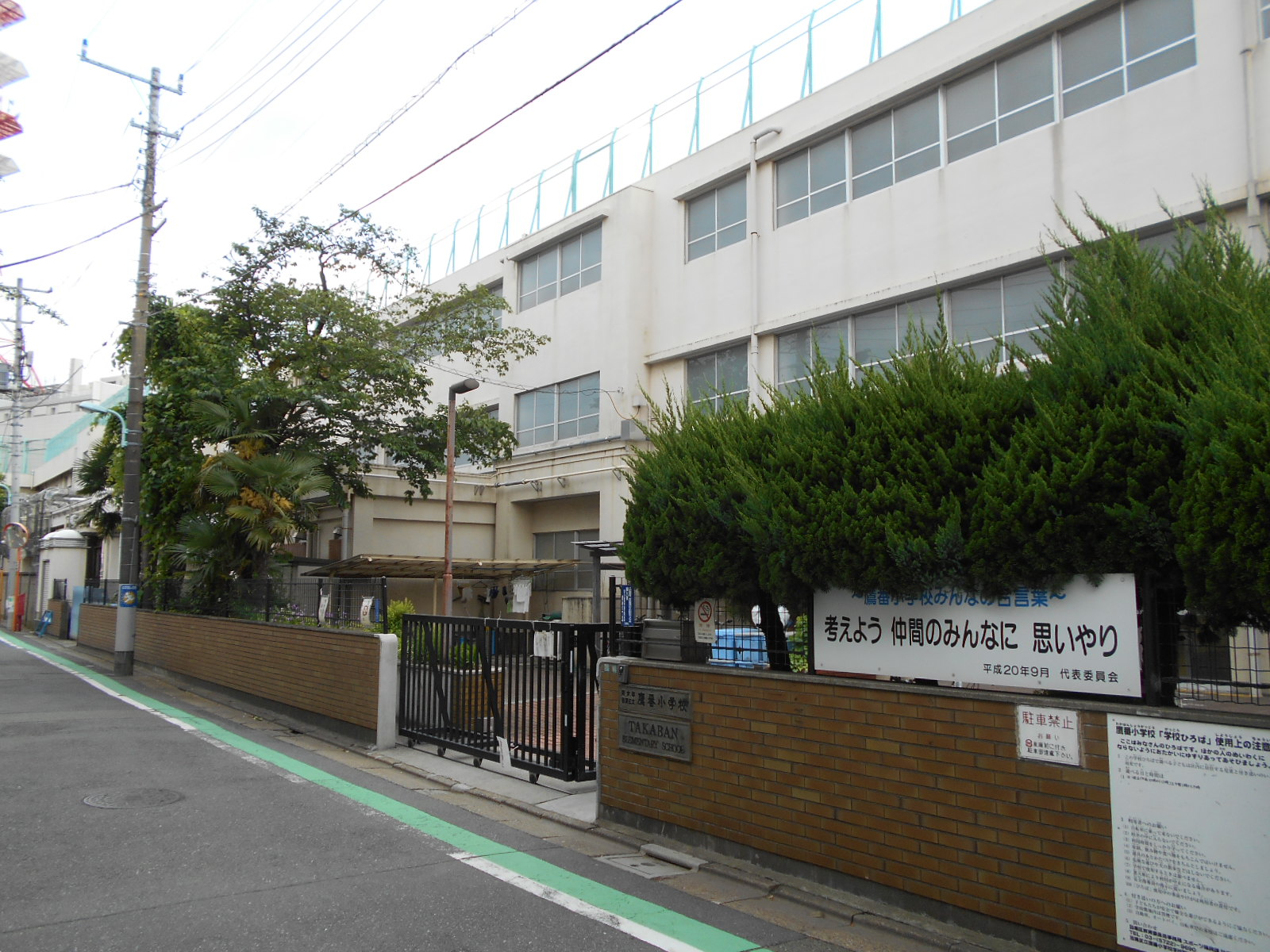
目黒区立鷹番小学校

目黒区立鷹番小学校（めぐろくりつたかばんしょうがっこう）は、東京都目黒区鷹番にある公立小学校。最寄り駅は学芸大学駅。

## 沿革
- 1932年（昭和7年）1月8日　荏原郡碑尋常高等小学校分教場 として開校
- 1932年（昭和7年）7月1日　荏原郡鷹番尋常小学校として独立開校
- 1932年（昭和7年）10月1日　大東京編入のため東京市鷹番尋常小学校と校名変更
- 1941年（昭和16年）4月1日　東京府東京市鷹番国民学校と校名変更
- 1945年（昭和20年）4月15日　戦災のため校舎全焼
- 1947年（昭和22年）4月1日　東京都目黒区立鷹番小学校と校名変更

## 主な出身者
- すぎやまこういち
- 山澤逸平
- 根本敬
- 染谷絹代（静岡県島田市長）
- 山口厚（最高裁判所裁判官）[1]